# C9 Entertainment
C9 Entertainment (hangeul : 씨나인엔터테인먼트) est une agence de divertissement sud-coréenne fondée en 2012 par Kim Dae-soon.
Elle opère en tant que label de disques, agence de talents, société de production musicale et gestionnaire d'événements.

## Artistes

### Groupes
- CIX
- Epex

### Solistes
- Younha
- Lee Seok-hoon

## Anciens artistes

### Groupes
- Jacoby Planet (2016–2017)
- Good Day (2017–2019)
- Cignature (2020–2024)[1]

### Solistes
- Olti (2013–2017)
- Jung Joon-young (2016–2018)[2]
- Cheetah (2014–2020)[3]
- Juniel (2016–2021)[4]
- Doko (2019–2021)

### Acteurs
- Eugene (2016–2018)[5]
- Lee Se-eun (2016–2018)[5]
- Jung Gyu-woon (2017–2020)[6]